# Gran Premio de Isbergues Femenino
El Gran Premio de Isbergues Femenino es una carrera ciclista profesional femenina de un día que se disputa anualmente a mediados del mes de septiembre en Isbergues (departamento de Paso de Calais) y sus alrededores en Francia. En la versión femenina de la carrera del mismo nombre.
La primera edición se disputó en el año 2018 como parte del Calendario UCI Femenino como carrera de categoría 1.2 y fue ganada por la ciclista australiana Lauren Kitchen.

## Palmarés
| Año  | Ganador           | Segundo          | Tercero                   |           |
| ---- | ----------------- | ---------------- | ------------------------- | --------- |
| 2018 | Lauren Kitchen    | Roxane Fournier  | Pascale Jeuland-Tranchant |           |
| 2019 | Christine Majerus | Clara Copponi    | Pascale Jeuland-Tranchant |           |
| 2020 | Chloe Hosking     | Chiara Consonni  | Lauren Kitchen            |           |
| 2021 | Charlotte Kool    | Elisa Balsamo    | Amber van der Hulst       |           |
| 2022 | Chiara Consonni   | Clara Copponi    | Maria Giulia Confalonieri |           |
| 2023 | Valentine Fortin  | Jade Wiel        | Simone Boilard            |           |
| 2024 | Maaike Boogaard   | Victoire Berteau | Alba Teruel               |           |
| 2025 | cancelada         | cancelada        | cancelada                 | cancelada |

## Palmarés por países
| País         | Victorias |
| ------------ | --------- |
| Australia    | 2         |
| Países Bajos | 2         |
| Luxemburgo   | 1         |
| Italia       | 1         |
| Francia      | 1         |